# Crassula schimperi
Crassula schimperi là một loài thực vật có hoa trong họ Crassulaceae. Loài này được Fisch. & C.A.Mey. miêu tả khoa học đầu tiên năm 1842.